# Jesmyn Ward
Jesmyn Ward   (Berkeley, 1 d'abril de 1977) és una escriptora estatunidenca.

## Biografia

### Joventut
Jesmyn Ward pertany a una família humil afroamericana de la petita comunitat rural de DeLisle, al comtat d'Harrison, Mississipi. Les seves obres han retratat freqüentment aquest entorn, així com alguns episodis dramàtics de la seva vida personal, com la inundació que va patir la casa familiar a causa de l'huracà Katrina o la mort del seu germà en un accident de trànsit provocat per un conductor ebri.
El 1999 es va llicenciar amb un Bachelor of Arts en Llengua anglesa i en 2000 es va graduar amb un Master of Arts en Mitjans i Comunicació, tots dos a la Universitat Stanford. El 2005 es va graduar amb un Master of Fine Arts en Escriptura creativa a la Universitat de Michigan.
Va treballar a la Universitat de Nova Orleans, va ser professora d'escriptura creativa a la Universitat del Sud d'Alabama i en l'actualitat és professora associada d'anglès a la Universitat Tulane.

### Carrera literària
El 2008 va publicar la seva primera obra, Where the Line Bleeds. La seva segona novel·la, Salvage the Bones, es va publicar el 2011. Inspirada en els fets de l'huracà Katrina, va ser guardonada amb el National Book Award i el Alex Award. El 2013 va publicar Men We Reaped, una obra autobiogràfica centrada en el seu germà i altres quatre joves afroamericans que van perdre la vida a la seva ciutat natal. Amb aquest títol va ser finalista del National Book Critics Circle Award.
El 2017 va veure la llum la seva tercera novel·la, Sing, Unburied, Sing, amb la qual va obtenir de nou el National Book Award, sent la primera dona en rebre el guardó en dues ocasions en la categoria de ficció. Va ser també finalista del National Book Critics Circle Award.

## Obres
- Where the Line Bleeds (2008)
- Salvage the Bones (2011)
- Men We Reaped (2013)
- The Fire This Time (2016)
- Sing, Unburied, Sing (2017). Traduïda al català per Josefina Caball: Canteu, esperits, canteu, 2018. Ed. Periscopi.[8]
- Let Us Descend (2023). Traduïda al català per Josefina Caball: Aquest món sense llum, 2024. Ed. Periscopi.

## Premis i reconeixements
- National Book Award 2011 i Premi Alex 2012 per Salvage the Bones.[9]
- National Book Award 2017 i Anisfield-Wolf Book Award 2018 per Sing, Unburied, Sing